# Cant del Barça
Cant del Barça (Barça hymne) er den officielle hymne for FC Barcelona. Hymnen blev til i 1974 for at fejre klubbens 75 års jubilæum. Hymnen er skrevet af Jaume Picas og Josep Maria Espinas og musikken er komponeret af Manuel Valls.
Hymnen blev officielt første gang fremført den 27. november 1974 på Camp Nou, før en kamp mellem FC Barcelona og Østtyskland. Et kor bestående af 3.500 personer fremførte hymnen under ledelse af Oriol Martorell. 
Den 28. november 1998, under klubbens 100-års jubilæum, blev hymnen fremført af den catalanske singer-songwriter Joan Manuel Serrat i slutningen af en festival på Camp Nou. Siden 2008-09 sæsonen er "Cant del Barça" blevet broderet på alle officielle Barcelona trøjer.